# Gustavo Dezotti
Gustavo Dezotti est un ancien footballeur argentin né le 14 février 1964 à Monte Buey, dans la province de Córdoba en Argentine. Il évoluait au poste d'attaquant.

## Biographie
Gustavo Dezotti a joué durant six saisons aux Newell's Old Boys. Il est ensuite parti en Europe, plus précisément en Italie, où il a joué pour la SS Lazio et l'US Cremonese. Il est ensuite allé au Mexique où il a évolué au FC León, puis au CF Atlas, avant de terminer sa carrière dans le club uruguayen du Defensor Sporting Club.
Entre 1989 et 1990 Gustavo Dezotti a obtenu 9 sélections en équipe d'Argentine, et il a inscrit un but. Avec sa sélection nationale il a été finaliste de la Coupe du monde 1990 qui se déroulait en Italie.

## Carrière en club
- 1982-1988 : Newell's Old Boys  Argentine
- 1988-1989 : SS Lazio  Italie
- 1989-1994 : US Cremonese  Italie
- 1994-1996 : FC León  Mexique
- 1996-1997 : CF Atlas  Mexique
- 1998 : Defensor Sporting Club  Uruguay

## Palmarès
- Finaliste de la Coupe du monde 1990 avec l'équipe d'Argentine
- Champion d'Argentine en 1988 avec les Newell's Old Boys